# 王郁 (金朝)
王欝（？—1232年），又名王青雄，表字飞伯，大兴府（今北京市）人，金朝名士。文学家。
王欝为人仪表魁伟，处世不羁，能断大事。与当时文人交游甚广。正大年间举进士不第，西游洛阳，放怀诗酒，游历山川，自称儒中之侠。从李汾、杨宏道、元好问学诗。后远隐不知所终。刘祁曾收其诗赋铭赞书序数十百首，《补三史艺文志》据此著录有《王欝集》，不传。《中州集》卷七录其诗十二首，《归潜志》卷三录其自传《王小子传》一篇。他喜好诗文，文章宗法柳宗元，作诗效法李白。天兴元年（1232年），逃出汴京，被蒙古军俘杀。